# T. R. Knight
Pour les articles homonymes, voir Knight.
Theodore Raymond Knight, plus connu sous le nom abrégé de T.R. Knight, est un acteur américain, né le 26 mars 1973 à Minneapolis, dans le Minnesota. Il s'est principalement fait connaître grâce au rôle de George O'Malley dans la série Grey's Anatomy.

## Biographie

### Ses débuts au théâtre
T.R. Knight est né à Minneapolis, dans le Minnesota. Dès l'âge de cinq ans, T.R. Knight est membre de la compagnie théâtrale de sa ville, le Guthrie Theater. Après de brèves études universitaires (à l'université de St. Thomas à Saint Paul), c'est au sein de cette compagnie qu'il obtient ses premiers rôles.

### Carrière
T.R. Knight déménage ensuite à New York, et joue sur les planches de Broadway. On le voit notamment dans Noises off (Silence en coulisses), aux côtés de Patti LuPone, puis il incarne Damis dans Tartuffe. En 2004, il fait partie du casting de la tragédie Boy. Pour son interprétation dans la pièce Scattergood off-Broadway, il obtient en 2003 une nomination aux Drama Desk Awards.
Il retrouve ensuite sa compagnie pour incarner le rôle-titre d'Amadeus. Parallèlement, il obtient quelques rôles à la télévision, dans l'éphémère série Charlie Lawrence, mais aussi dans Frasier, New York, section criminelle et Les Experts. En 2005, il décroche le rôle de George O'Malley dans la série Grey's Anatomy, et quitte la série à la fin de la saison 5.

### Vie privée
Le 19 octobre 2006, il  fait son coming out dans le magazine People. Sa meilleure amie est son ex-partenaire dans Grey's Anatomy, Katherine Heigl.
Il s'est marié avec son compagnon après 3 ans de relation, Patrick Leahy, le 4 octobre 2013 devant son ex partenaire Katherine Heigl et d'autres anciens collègues de la série Grey's Anatomy.

## Filmographie

### Cinéma

#### Longs métrages
- 2002 : Garmento de Michele Maher : Daniel
- 2006 : The Last Request de John DeBellis : Jeff
- 2013 : 42 de Brian Helgeland : Harold Parrott
- 2015 : A Year and Change de Stephen Suettinger : Kenny
- 2017 : The Lavender Scare de Josh Howard : Drew Ference (voix)
- 2019 : Hello Again de Tom Gustafson : Carl
- 2024 : Adam the First d'Irving Franco : Jacob Jr.
- 2025 : Forge de Jiang Ai Ng : Sandy Baker
- 2025 : Sydney vs. Sean de Gavin Michael Booth : Bob

### Télévision

#### Séries télévisées
- 2000 : Frasier : Alex
- 2003 : Charlie Lawrence : Ryan Lemming
- 2004 : Les Experts (CSI : Crime Scene Investigation) : Zero Adams
- 2004 : New York, section criminelle (Law and Order: Criminal Intent) : Neil Colby (saison 3, épisode 10)
- 2005-2009 / 2020 : Grey's Anatomy : Dr George O'Malley
- 2006 : Sesame Street : Soldat I (voix)
- 2011 : New York, unité spéciale (Law and Order : Special Victims Unit) : Gabriel Thomas / Brian Smith (saison 13, épisode 4)
- 2013 : The Good Wife : Jordan Karahalios
- 2014 : Hysteria : Carter James Harlen
- 2016 : 22.11.63 (11.22.63) : Johnny Clayton
- 2017 : When We Rise : Chad Griffin
- 2017 : The Catch : Tommy Vaughan
- 2017-2018 : Genius : J. Edgard Hoover / Max Jacob
- 2019 : God Friended Me : Gideon
- 2019-2024 : The Bravest Knight : Sir Cedric (voix)
- 2020 : The Comey Rule : Reince Priebus
- 2020 : Will et Grace (Will & Grace) : Dexter Murphy
- 2020-2022 : The Flight Attendant : Davey Bowden

## Théâtre

### Broadway
- 2001 : Silence en coulisses (Noises Off) de Michael Frayn : Tim Allgood
- 2003 : Tartuffe de Molière : Damis
- 2010 : Une vie de théâtre (A Life in the Theatre) de David Mamet : John
- 2015 : It's Only a Play de Terrence McNally : Frank Finger

### Off-Broadway
- 1999 : Macbeth de Shakespeare : Donalbain/messager
- 1999 : This Lime Tree Bower : Joe
- 2001 : The Hologram Theory : « Tweety »
- 2001 : Right Way to Sue : Franklin/ Divers rôles
- 2003 : Scattergood : Brendan Hilliard
- 2004 : Boy : le garçon

### Théâtre Guthrie
- 1978-1980 : Un chant de Noël (A Christmas Carol) de Charles Dickens : Tiny Tim
- 1996 : Un chant de Noël (A Christmas Carol) de Charles Dickens : Tiny Tim
- 1996 : Philadelphie, mon amour (Philadelphia, Here I Come! de Brian Friel : Joe
- 1997 : Le Songe d'une nuit d'été (A Midsummer Night's Dream) de William Shakespeare : Francis Flute
- 1999 : Ah, Wilderness! d'Eugene O'Neill : Richard Miller
- 2001 : Amadeus de Peter Shaffer : Wolfgang Amadeus Mozart
- Racing Demon : Ewan Gilmour

## Distinctions

### Nominations
- 12e cérémonie des Screen Actors Guild Awards 2006 : Meilleure distribution pour une série dramatique pour Grey's Anatomy (2005-).
- Primetime Emmy Awards 2007 : Meilleur acteur dans un second rôle dans une série télévisée dramatique pour Grey's Anatomy (2005-).
- 12e cérémonie des Satellite Awards 2007 : Meilleur acteur dans un second rôle dans une série télévisée dramatique pour Grey's Anatomy (2005-).
- 14e cérémonie des Screen Actors Guild Awards 2008 : Meilleure distribution pour une série dramatique pour Grey's Anatomy (2005-).

### Récompenses
- 11e cérémonie des Satellite Awards 2006 : Meilleure distribution dans une série télévisée dramatique pour Grey's Anatomy (2005-) partagé avec Justin Chambers, Eric Dane, Patrick Dempsey, Katherine Heigl, Sandra Oh, James Pickens Jr., Ellen Pompeo, Sara Ramirez, Kate Walsh, Isaiah Washington et Chandra Wilson.
- 13e cérémonie des Screen Actors Guild Awards 2007 : Meilleure distribution pour une série dramatique pour Grey's Anatomy (2005-).